# Philippines Football League 2024/25
Die Philippines Football League 2024/25 war die siebte Spielzeit der höchsten philippinischen Fußballliga seit der offiziellen Einführung im Jahr 2017. Organisiert wurde die Liga vom philippinischen Fußballverband. An dem Wettbewerb nahmen zehn Mannschaften teil. Die Liga startete mit dem ersten Spieltag am 28. September 2024 und endete am 13. April 2025. Titelverteidiger war der Kaya FC-Iloilo.

## Modus

### Reguläre Saison
Die Vereine spielen ein Doppelrundenturnier aus, womit sich insgesamt 18 Spiele pro Mannschaft ergeben. Es wird nach der 3-Punkte-Regel gespielt (drei Punkte pro Sieg, ein Punkt pro Unentschieden). Die Tabelle wird nach den folgenden Kriterien bestimmt:
1. Anzahl der erzielten Punkte
2. Anzahl der erzielten Punkte im direkten Vergleich
3. Tordifferenz im direkten Vergleich
4. Anzahl Tore im direkten Vergleich
5. Tordifferenz aus allen Spielen
6. Anzahl Tore in allen Spielen

Die Mannschaft mit den meisten Punkten ist Meister.

### Final Series
Für die Final Series qualifizieren sich die vier erstplatzierten Mannschaften der regulären Spielzeit. Im Halbfinale spielen Meister und der Viertplatzierte gegeneinander. Im zweiten Halbfinale stehen sich der Vizemeister sowie der Drittplatzierte gegenüber. Das Finale spielten die beiden jeweiligen Gewinner aus. Der Gewinner qualifiziert sich für die ASEAN Club Championship.

## Teilnehmende Mannschaften
| Team                 | Stadt                  |
| -------------------- | ---------------------- |
| Davao Aguilas        | Tagum, Davao del Norte |
| Dynamic Herb Cebu FC | Talisay, Cebu          |
| Kaya FC-Iloilo       | Iloilo City, Iloilo    |
| Loyola FC            | Manila, Metro Manila   |
| Maharlika Taguig FC  | Taguig, Metro Manila   |
| Manila Digger FC     | Taguig, Metro Manila   |
| Mendiola FC 1991     | Imus, Cavite           |
| Philippinen U20      | Carmona , Cavite       |
| One Taguig FC        | Taguig, Metro Manila   |
| Stallion Laguna      | Biñan, Laguna          |

## Austragungsorte
Die Meisterschaft wurde in folgenden Spielorten ausgetragen:
| Stadion                     | Stadt       | Fassungsvermögen |
| --------------------------- | ----------- | ---------------- |
| Rizal Memorial Stadium      | Manila      | 12.873           |
| UP Diliman Football Field   | Quezon City | 300              |
| Iloilo Sports Complex       | Iloilo City | 7000             |
| Biñan Football Stadium      | Biñan       | 2580             |
| Dynamic Herb Sports Complex | Talisay     | 550              |

## Ausländische Spieler
Stand: Saisonende 2024/25
| Mannschaft           | Spieler 1       | Spieler 2         | Spieler 3      | Spieler 4             | Spieler 5         | Spieler 6          | Spieler 7              | Spieler 8       | Spieler 9              | Spieler 10         | Spieler 11            | Spieler 12            | Spieler 13  | Spieler 14       | Ehemalige Spieler |
| -------------------- | --------------- | ----------------- | -------------- | --------------------- | ----------------- | ------------------ | ---------------------- | --------------- | ---------------------- | ------------------ | --------------------- | --------------------- | ----------- | ---------------- | --- |
| Davao Aguilas        | Victor Cabral   | Gabriel Costa     | Issa Diallo    | Syendio Fernanda      | Yohann Fofana     | Robert Lopez Mendy | Lukman Hussein         | Mun Jun-su      | Dini Ouattara          | Salvador Pliego    | Mantvydas Tikstinskis | Zavier Zakarya        |             |                  | Bruno Krenkel Lucas Sérgio Allan Machado Salifu Jatta Dino Tri Laksana Takuto Miki Alessandro Riggi                                         |
| Dynamic Herb Cebu FC | Yusuf Cekic     | Göktuğ Demiroğlu  | Magson Dourado | Rintaro Hama          | Hiromasa Ishikawa | Marius Koré        | Guytho Mijland         | Gabriel Silva   | Abou Sy                | Ryoo Togashi       |                       |                       |             |                  | Daniel Alemão Zamoranho Ho-A-Tham Masaya Kobayashi Samuel Erik Strong Berke Önde Devrim Ali Yanık                                           |
| Kaya FC-Iloilo       | Ernest Barfo    | Alfredo Cortez    | Eric Esso      | Konaté Bandiougou     | Kaishū Yamazaki   | Shuto Komaki       | Akito Saito            |                 |                        |                    |                       |                       |             |                  | Walid Birrou Daizo Horikoshi Robert Lopez Mendy Park Yi-young                                                                               |
| Loyola FC            | Djumaney Burnet | Filip Andersen    | Leon Morimoto  | Koki Narita           | Natsu Okamoto     | Anderson Pinto     | Kazuha Sudo            |                 |                        |                    |                       |                       |             |                  | Matt Silva Nino de Leeuw Alassane Wade |
| Maharlika Taguig FC  | Isaac Anoh      | Shayan Charalaghi | Chen Ting-Hao  | Yu Chun-Hsiang        | Lin Kai-Hsaing    | Darlton Digha      | Serge Kaole            | Desmond Ngai    | Sebastian Tsai Nielsen | Cooper Ross        | Ahmad Saidy           | Terence Smith         | Kim Gun-oh  | Brandon Zambrano | Koffi Bini John Kamara Mun Te-su James Sunday                                                                                               |
| Manila Digger FC     | Abner           | Daniel Ashley     | Saikou Ceesay  | Su Diao               | Jacques Ebene     | Pa Ousman Gai      | Modou Manneh           | Hayato Kame     | Ifeanyi Ugwu           | Dilane Wamba Tafem | Kevin Ebene Moukouta  | Johnny Wesley         |             |                  | Yuya Kuriyama Robert Gingichashvili |
| Mendiola FC 1991     | Milad Behgandom | Edison Castro     | Nick Fuzesi    | Robert Gingichashvili | Behnam Habibi     | Marlle Habila      | Allan Kiggundu         | Hamed Hajimehdi | Habes Mubarak          | Isaac Doka Mweru   | Tarsicio Onyebuchi    | Thomas Se-hyun Nelson | Shahab Pira | Yuta Tochigi     | Léo Anthony Mohammad Darabi Ali Ghamloush Gustavo Jangobah Johnson Kourosh Sheydaei Manesh Amir Memari Amir Moayedizadeh Peyman Nasirizadeh |
| One Taguig FC        | Nahuel Amarilla | Henri Bandeken    | Naoto Hiraishi | Kofi Kordzi           | Peter Nergaard    | Junior Ngong Sam   | Solomon Obinna Okereke | So Omae         | Shōma Satō             | Tsukasa Shimomura  | Yusuke Unoki          | Nicholas Simpson      |             |                  | |
| Stallion Laguna      | Gabriel Claudio | Stephen Banor     | Fahmi Ibrahim  | Lee Seung-won         | Roberto Llamas    | Victor Parra       | Abraham Placito        | Ricardo Sendra  | Yuki Takatoku          | Juan Trujillo      | David Yeboah          | Robert Quaye          |             |                  | Magson Dourado Kevin Ebene Moukouta Cristián Ivanobski Nicholas Simpson Terence Smith Johnny Wesley Brandon Zambrano                        |

Die philippinische U20 durfte keine Ausländer registrieren.
 Ausländische Spieler, die während der Saison den Verein verlassen haben

## Tabelle
Saisonende 2024/25
| Pl. | Verein               | Sp. | S  | U | N  | Tore    | Diff. | Punkte |
| --- | -------------------- | --- | -- | - | -- | ------- | ----- | ------ |
| 1.  | Kaya FC-Iloilo (M)   | 18  | 14 | 2 | 2  | 048:150 | +33   | 44     |
| 2.  | Manila Digger FC     | 18  | 14 | 1 | 3  | 056:100 | +46   | 43     |
| 3.  | One Taguig FC        | 18  | 10 | 3 | 5  | 039:130 | +26   | 33     |
| 4.  | Dynamic Herb Cebu FC | 18  | 9  | 4 | 5  | 033:180 | +15   | 31     |
| 5.  | Stallion Laguna      | 18  | 8  | 3 | 7  | 036:250 | +11   | 27     |
| 6.  | Davao Aguilas        | 18  | 7  | 4 | 7  | 024:160 | +8    | 25     |
| 7.  | Maharlika Taguig FC  | 18  | 5  | 3 | 10 | 021:370 | −16   | 18     |
| 8.  | Loyola FC            | 18  | 5  | 2 | 11 | 020:390 | −19   | 17     |
| 9.  | Philippinen U20      | 18  | 3  | 4 | 11 | 016:490 | −33   | 13     |
| 10. | Mendiola FC 1991     | 18  | 1  | 2 | 15 | 014:850 | −71   | 05     |

| Zum Saisonende 2024: |
| Philippinischer Meister und Qualifikation für die Teilnahme an der AFC Champions League Two Qualifikation für die Teilnahme an der AFC Champions League Two Qualifikation für die Teilnahme an der ASEAN Club Championship |

| Zum Saisonende 2024: |                                     |
| (M)                  | Amtierender Meister: Kaya FC-Iloilo |

## Tabellenverlauf
Verlegte Partien werden entsprechend der ursprünglichen Terminierung dargestellt, damit an allen Spieltagen für jede Mannschaft die gleiche Anzahl an Spielen berücksichtigt wird.
|                      | 1  | 2  | 3  | 4  | 5  | 6  | 7  | 8  | 9  | 10 | 11 | 12 | 13 | 14 | 15 | 16 | 17 | 18 |
| -------------------- | -- | -- | -- | -- | -- | -- | -- | -- | -- | -- | -- | -- | -- | -- | -- | -- | -- | -- |
| Kaya FC-Iloilo       | 5  | 3  | 2  | 1  | 1  | 1  | 1  | 1  | 1  | 1  | 1  | 1  | 1  | 1  | 1  | 1  | 1  | 1  |
| Manila Digger FC     | 6  | 5  | 4  | 2  | 2  | 2  | 2  | 2  | 2  | 2  | 2  | 2  | 2  | 2  | 2  | 2  | 2  | 2  |
| One Taguig FC        | 4  | 7  | 5  | 5  | 3  | 3  | 4  | 3  | 4  | 4  | 4  | 3  | 3  | 3  | 3  | 3  | 3  | 3  |
| Dynamic Herb Cebu FC | 1  | 1  | 3  | 4  | 4  | 4  | 3  | 5  | 3  | 3  | 3  | 5  | 5  | 5  | 4  | 5  | 4  | 4  |
| Stallion Laguna      | 2  | 2  | 1  | 3  | 5  | 5  | 5  | 4  | 5  | 5  | 5  | 4  | 4  | 4  | 5  | 4  | 5  | 5  |
| Davao Aguilas        | 3  | 4  | 6  | 6  | 6  | 6  | 6  | 6  | 7  | 7  | 7  | 6  | 6  | 6  | 6  | 6  | 6  | 6  |
| Maharlika Taguig FC  | 8  | 6  | 7  | 7  | 7  | 9  | 9  | 9  | 8  | 8  | 8  | 8  | 8  | 8  | 8  | 8  | 8  | 7  |
| Loyola FC            | 9  | 8  | 8  | 9  | 9  | 8  | 7  | 7  | 6  | 6  | 6  | 7  | 7  | 7  | 7  | 7  | 7  | 8  |
| Philippinen U20      | 7  | 9  | 9  | 8  | 8  | 7  | 8  | 8  | 9  | 9  | 9  | 9  | 9  | 9  | 9  | 9  | 9  | 9  |
| Mendiola FC 1991     | 10 | 10 | 10 | 10 | 10 | 10 | 10 | 10 | 10 | 10 | 10 | 10 | 10 | 10 | 10 | 10 | 10 | 10 |

## Ergebnisse
Die Kreuztabelle stellt die Ergebnisse aller Spiele dieser Saison dar. Die Heimmannschaft ist in der linken Spalte, die Gastmannschaft in der oberen Zeile aufgelistet.
| Saison 2024/25       | DAV | DHC | KAY | LOY | MHA | MDG  | MEN | U20 | ONE | SLA |
| -------------------- | --- | --- | --- | --- | --- | ---- | --- | --- | --- | --- |
| Davao Aguilas        |     | 2:3 | 1:1 | 0:1 | 0:2 | 0:1  | 3:0 | 0:0 | 1:2 | 1:1 |
| Dynamic Herb Cebu FC | 1:1 |     | 1:2 | 3:1 | 3:0 | 0:1  | 3:1 | 4:0 | 0:0 | 1:0 |
| Kaya FC-Iloilo       | 0:1 | 3:1 |     | 3:2 | 4:1 | 1:1  | 0:1 | 4:1 | 2:0 | 2:0 |
| Loyola FC            | 0:3 | 2:2 | 0:1 |     | 1:4 | 0:5  | 0:1 | 2:0 | 0:2 | 2:2 |
| Maharlika Taguig FC  | 0:4 | 0:1 | 1:2 | 0:1 |     | 1:5  | 3:3 | 0:0 | 0:5 | 1:4 |
| Manila Digger FC     | 1:0 | 2:1 | 1:0 | 4:0 | 0:1 |      | 4:0 | 7:1 | 1:3 | 0:1 |
| Mendiola FC 1991     | 0:3 | 0:6 | 2:6 | 2:3 | 0:5 | 0:10 |     | 2:2 | 0:5 | 0:6 |
| Philippinen U20      | 3:1 | 0:2 | 0:2 | 2:1 | 1:2 | 1:0  | 3:1 |     | 1:1 | 2:3 |
| One Taguig FC        | 0:2 | 0:0 | 0:1 | 5:1 | 3:0 | 0:1  | 7:0 | 1:0 |     | 0:2 |
| Stallion Laguna      | 0:1 | 3:1 | 1:5 | 0:3 | 0:0 | 0:3  | 8:1 | 4:0 | 1:2 |     |

## Torschützenliste
Saisonende 2024/25
| Platz | Spieler            | Mannschaft                                     | Tore |
| ----- | ------------------ | ---------------------------------------------- | ---- |
| 1.    | Saikou Ceesay      | Manila Digger FC                               | 16   |
| 2.    | Modou Manneh       | Manila Digger FC                               | 12   |
| 3.    | Shuto Komaki       | Kaya FC-Iloilo                                 | 11   |
| 3.    | Griffin McDaniel   | Stallion Laguna                                | 11   |
| 5.    | Pa Ousman Gai      | Manila Digger FC                               | 9    |
| 5.    | Rico Andes         | Loyola FC                                      | 9    |
| 7.    | Tsukasa Shimomura  | One Taguig FC                                  | 8    |
| 7.    | Abou Sy            | Dynamic Herb Cebu FC                           | 8    |
| 7.    | Gabriel Costa      | Davao Aguilas                                  | 8    |
| 10.   | Junior Ngong Sam   | One Taguig FC                                  | 7    |
| 10.   | Robert Lopez Mendy | Kaya FC-Iloilo (3 Tore) Davao Aguilas (4 Tore) | 7    |
| 12.   | Jesus Melliza      | Kaya FC-Iloilo                                 | 6    |
| 12.   | Martini Rey        | Kaya FC-Iloilo                                 | 6    |
| 12.   | Serge Kaole        | Maharlika Taguig FC                            | 6    |

## Final Series
Für die Final Series haben sich qualifiziert:
| Platzierung | Mannschaft           |
| ----------- | -------------------- |
| 1. Platz    | Kaya FC-Iloilo       |
| 2. Platz    | Manila Digger FC     |
| 3. Platz    | One Taguig FC        |
| 4. Platz    | Dynamic Herb Cebu FC |

### Halbfinale
| Datum          |                  | Ergebnis |                      |
| -------------- | ---------------- | -------- | -------------------- |
| 26. April 2025 | Kaya FC-Iloilo   | 1:2      | Dynamic Herb Cebu FC |
| 26. April 2025 | Manila Digger FC | 2:1      | One Taguig FC        |

### Finale
| Datum       |                      | Ergebnis |                  |
| ----------- | -------------------- | -------- | ---------------- |
| 4. Mai 2025 | Dynamic Herb Cebu FC | 1:0      | Manila Digger FC |

Teilnehmer an der ASEAN Club Championship 2025/26: Dynamic Herb Cebu FC